# 香港麻雀

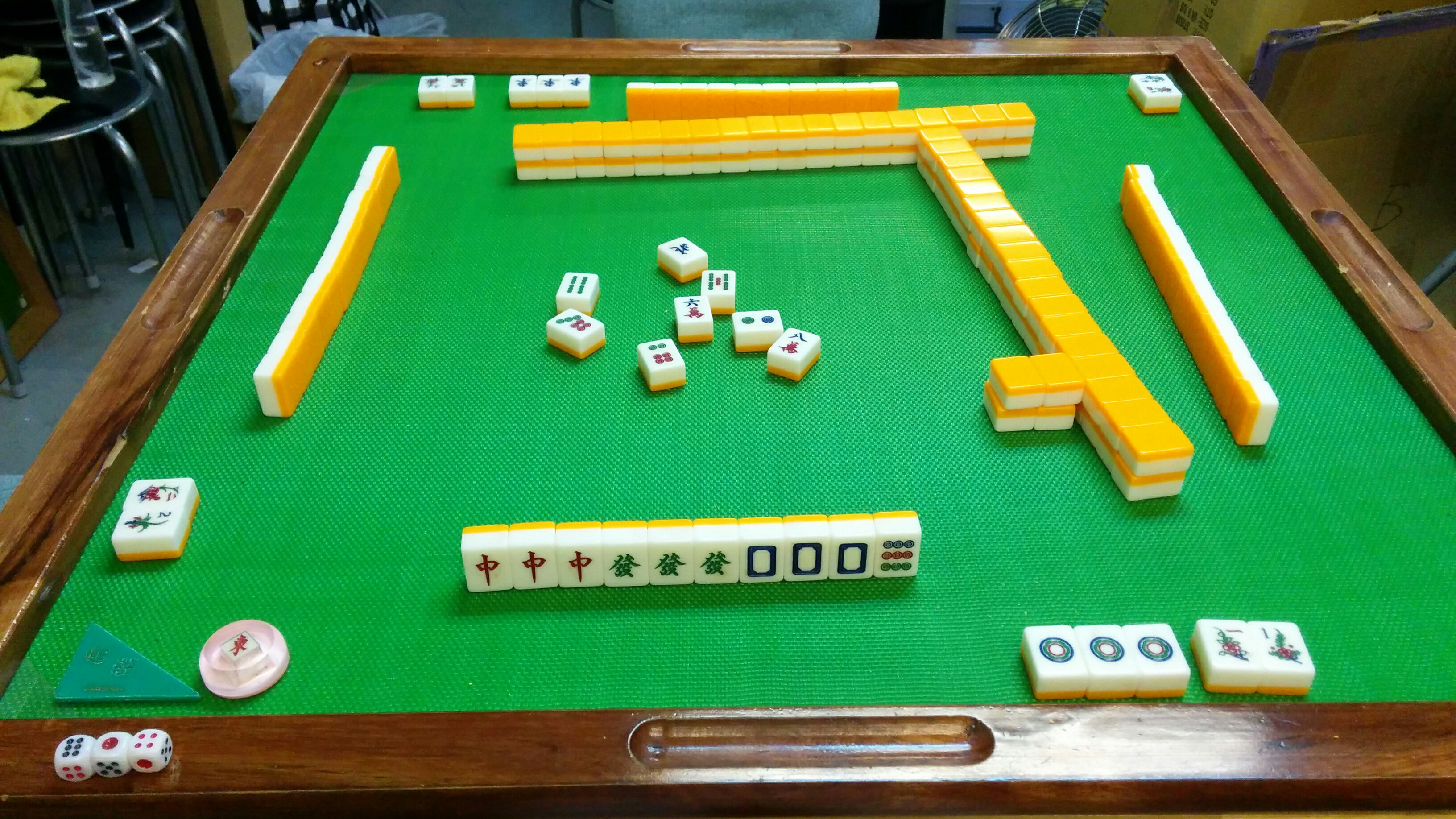

香港麻雀（另稱「清章」或「舊章」）是十三張麻雀中最傳統的變體，遊戲方式與廣東麻雀（另稱「新章」）大致相同，但是番種少很多。

## 沿革

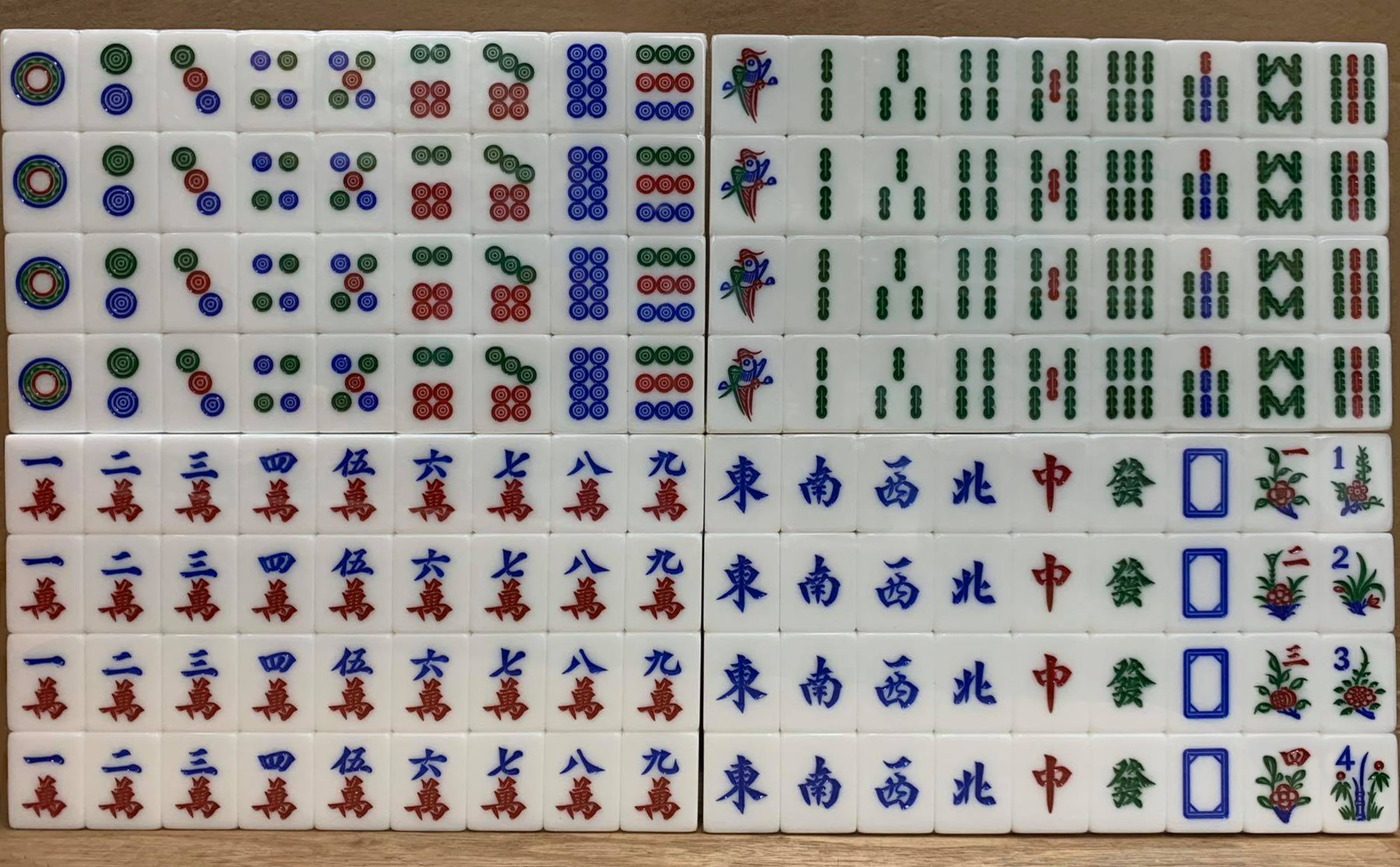
一副完整的香港麻雀牌。

現代麻雀由老章麻雀演化而成。經演化後有所謂「清章」的打法。這是香港和廣東麻雀的基礎。
在過去廣東麻雀本身指的是十三張麻雀中的清章打法，即最純粹的現代麻雀打法，牌型也只有十分純粹的食糊方式，如對對糊、混一色等。到了後來，人們陸續在清章麻雀上加添「六獨」、「十八番」、「無奇不有」等食糊方式，形成了新章麻雀。「廣東麻雀」一詞就變作指新章打法。
相比之下，香港麻雀仍然維持傳統的清章打法。香港麻雀跟廣東麻雀也就成爲了兩支，有着不同的規則，例如不同的食糊牌型和番數計算。不過，由於香港麻雀加添了三番起糊、摸到尾（即不保留尾棟）這些規則，也增加了新章的個別食糊牌型（如「十八羅漢」），所以現時香港麻雀事實上是「新派清章」。
在過去香港市區與新界村落的番數計法有所差異，例如香港麻雀現在普遍採用「三三制」，即混一色、對對糊、小三元、花糊都是以三番計（食花糊連自摸計應該是四番，但食花糊者例必自摸，一般不會加計自摸的一番）。而過去新界村落的玩家沿用傳統「二二制」往往只計花糊做兩番。而事實上，香港麻雀傳統是採用「二二制」，到後來才逐漸演變成「三三制」。

### 二二制
過去的年代多以「雞四」為主流，亦即是雞糊（零番）作為起糊，四番封頂。而制度上亦多以「不打花」及「二二制」為主。「二二制」是指混一色、對對糊以兩番計算，而清一色則以四或五番計算。

### 三三制
現在常用的「三三制」是指混一色、對對糊以三番計算，而清一色則以七番計算。
而隨着花牌的引入與及「三三制」的增值，使到舊時代的四番封頂制度嚴重失衡。花牌的引入使「一番」幾乎垂手可得，正花也計一番，無花也計一番。當正花（或無花）與難度較低的平糊（一番），再加上幸運的自摸（一番），三者複合起來，在四番封頂的制度裡，威力強大。
有見及此，先加入清一色為「雙辣」打法，繼而封頂番數去到六番至八番，但同時又為了避免雞糊牌泛濫，而加入「起糊制度」，初時為一番起糊，即是說食糊時手牌起碼要有一番，不能雞糊。後來又發覺一番起糊「未夠喉」，那些一番的牌型（如：平糊、番牌、花牌、自摸等）就算「造」到，亦沒太大滿足感，所以逐漸演變成兩番、甚至三番起糊的玩法。
在新界（尤其圍村），「三三制」會同時包括「一台花」以三番計算，而「七隻花糊」（即玩家摸到七隻花）會以四番（「一台花」加自摸）計算。玩家如果與長輩或新界原居民打麻雀，尤須注意上述計番方式。
根據自訂規則，現時通常以三番起糊，最大以打八番或十番為上限（網絡遊戲較常見最大打十三番）。

## 流程

牌牆、門風及行牌順序示意圖

開始前，首先要準備一副完整的現代麻雀牌，包括：一至九筒、一至九索、一至九萬，以及東、南、西、北、中、發、白這七隻番子，上述每款牌有四張。另外還要兩臺花，通常爲：春、夏、秋、冬；梅、蘭、菊、竹。其中春、梅代表東位；夏、蘭代表南位；秋、菊代表西位；冬、竹代表北位。
標準的香港麻雀會使用上述144張牌。若不打花牌，則洗牌前先抽起兩臺花，只用136張牌。

### 選擇座位
選擇座位的做法有多種，較簡單的做法就是在麻雀牌中拿出風牌「東、南、西、北」各一張向下放置，讓四名玩家每人抽一張，並按結果坐在其「風位」（又稱「門風」）上。門風以逆時針計算，與指南針剛好相反。比如某玩家坐在東位，那麼他的右邊是南位，左邊爲北位，對面則是西位。此外，麻雀的行牌依「東→南→西→北→東……」順序進行，因此自己左邊的玩家是上家，右邊的則是下家，對面的就是對家。

### 洗牌、疊牌
入坐以後，四名玩家須把所有牌牌面向下放在桌上，再把桌上的牌隨機攪動一段時間，直到牌子都洗勻為止。然後，每人把其中36張牌上下排成18棟（若不打花牌，則每人把其中34張牌上下排成17棟），每棟兩張，打橫排好，並推開一段距離。當四人完成後，所有牌在牌桌排得就像一個圍牆，故這些牌亦被稱為牌牆或牌山。

### 開門、配牌

每人都拿了12張牌後，莊家（東位）就會跳牌，拿取圖中暗藍色的兩張牌。南位、西位、北位的玩家則在莊家跳牌後順序拿下一張牌

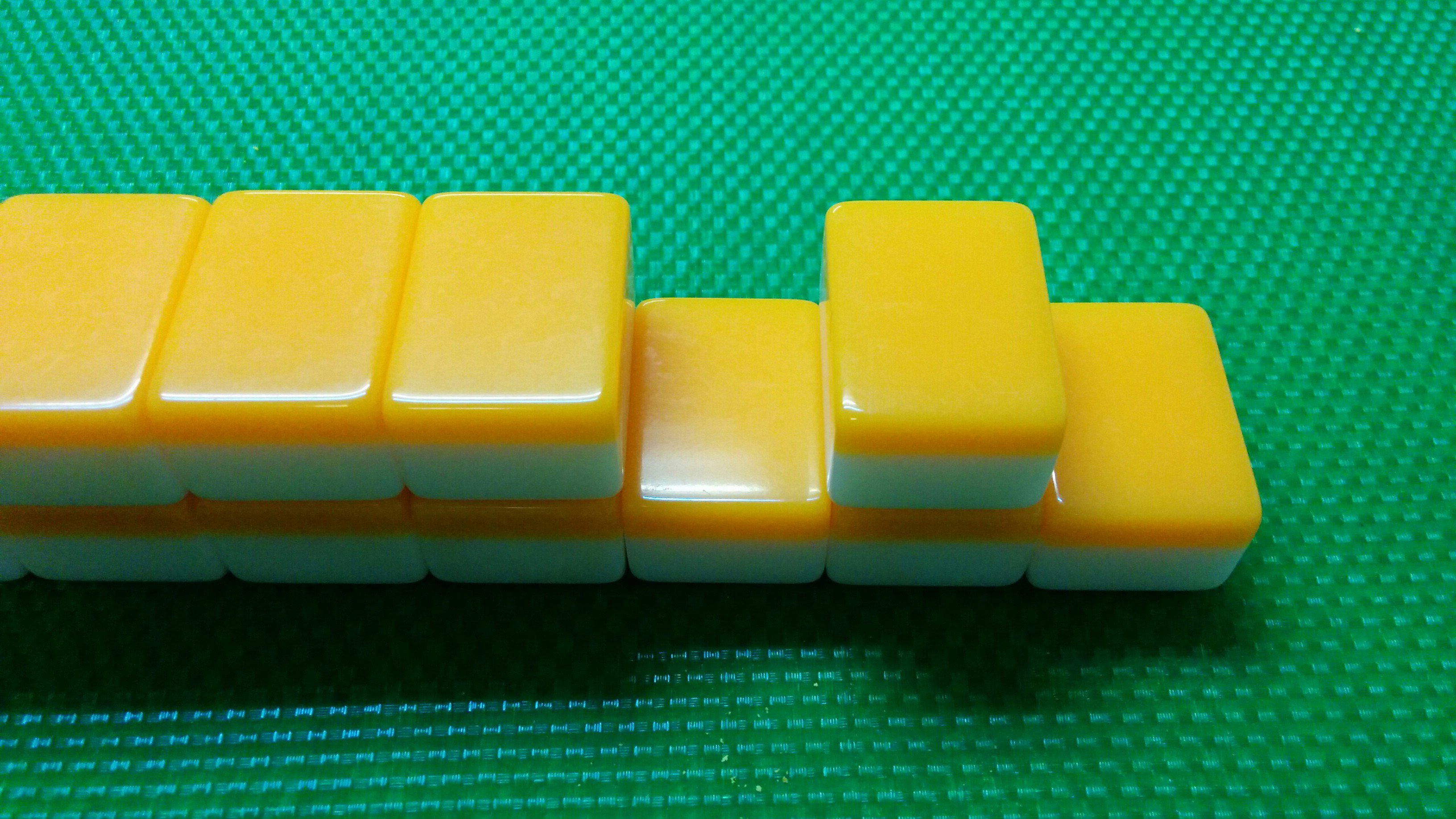
莊家跳牌後，南位、西位、北位的玩家還未拿取牌張的牌牆

莊家即每局的東家，而其餘三家則稱爲閒家。開門方位則由擲骰決定。骰子應當爲顯示了一點至六點的六面骰。
舊時的開門方法是先由莊家擲一顆骰子決定開門方位，再由開門人多擲一顆，加起來決定跳過的數目。但現代則一般直接由莊家（東位）擲兩或三顆骰子，決定開門方位，同時決定跳過相應的棟數取牌。數方位時，莊家應以自己作「1」，按逆時針順序數起。擧例說，假如莊家（東位）擲出8點，他要先以自己作「1」，逆時針順序數至8，停在北位（上家）之上。
- 如骰子數目是5、9、13、17，即爲莊家自己；
- 如骰子數目是6、10、14、18，即爲下家；
- 如骰子數目是3、7、11、15，即爲對家；
- 如骰子數目是4、8、12、16，即爲上家。

於是，莊家（東位）得從北位（上家）的牌牆開門。他必須在北位牌牆中，由開始處順時針數起，跳過8棟牌開門，由第9棟開始拿起，進行配牌。要留意的是，從牌牆數牌、摸牌的順序是順時針方向，與行牌次序剛好相反。初學者常常會弄錯方向，因此而拿錯牌。玩家應牢記「逆時針行牌，順時針摸牌」這個規定。
配牌時，每人會一次拿兩棟，即四張，然後到下家配牌，直到每人都有12張為止。如果拿到超過第18棟（無花牌時則超過第17棟），則銜接到上家的牌牆，保持順時針方向繼續配牌。接着，莊家就會跳牌，在牌牆頭頂拿一張，跳過一棟，再拿一張，之後每位閒家拿一張。最終莊家就會有14張牌，而閒家就會有13張。
配好牌後，各玩家可以分類整理手中的牌，整齊排列，審視牌勢。如此時手中已有花牌，則須補花，即是從牌牆的尾端取牌，取牌數與花牌數一致。首先由莊家補花，如補上花牌，可繼續補（有些規則也會規定先讓南家、西家、北家依次補花後，才再次補花）。接着再由南家、西家、北家依次補花。

### 行牌

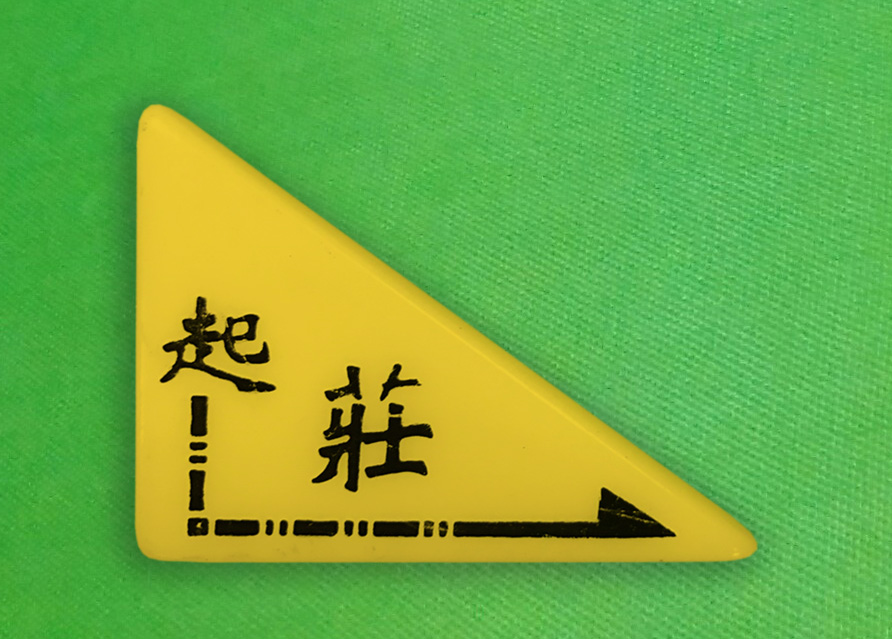
標示全圈起風位置的起莊牌

完成理牌、補花的步驟後，由莊家開始，依逆時針次序，每位玩家均按照以下程序行牌，直到牌局結束：
1. 從牌牆裏摸一張牌（莊家跳牌的程序實際上是拿好13張牌加第一次摸牌，所以莊家起手時會跳過這步驟）；
2. 如果上家棄置的牌，能跟自己手上的牌組成順子、刻子或槓子，可以不從牌牆裏摸牌，改爲把該棄牌拿到自己面前，並翻開該組順子、刻子或槓子；
3. 如果手牌已完成食糊牌型，可喊叫「食」以表示食糊，牌局結束；
4. 選擇加槓或暗槓，槓後均須即時在牌牆尾端補牌；
5. 摸到花牌後，不論是否與自己的風位（門風）配合，都要翻開，並立即在牌牆尾端補牌；
6. 打出一張牌。（被打出的牌子稱爲「棄牌」。）

但遇到以下情況時，可以打斷原來的行牌順序：
1. 其他玩家的棄牌能跟自己手上的牌組成刻子，可選擇喊叫「碰」，把別人打出的牌拿到自己面前，並翻開該組刻子，接着打出一張牌；
2. 其他玩家的棄牌能跟自己手上的牌組成明槓的槓子，可選擇喊叫「槓」或「開槓」，把別人打出的牌拿到自己面前，並翻開該組槓子，接着從牌牆尾端補牌，再打出一張牌（與台灣麻雀不同的是，暗槓也必須翻開供其他玩家察看）；
3. 其他玩家「出銃」，即是他的棄牌能跟自己的手牌組成食糊牌型，可選擇喊叫「食糊」，牌局結束；
4. 其他玩家槓牌時，若該牌能跟自己手上的牌組成食糊牌型，則可選擇搶槓並食糊，牌局結束。但若其他玩家是暗槓，則只有十三幺才可以搶暗槓。

若行牌順序被打斷，但牌局未結局，那麼打斷者打出其棄牌後，繼續依逆時針次序，輪到其下家行牌。
由莊家行牌起，至北位玩家完成行牌，稱爲「一巡」。以包含8張花牌的全副144張麻雀來計，若過程中沒有人上、碰、槓牌，一局裏應當有24巡。根據一般的規則，在同一巡中，若有其他玩家打出能讓自己食糊的牌子，但自己放棄了食糊，則在該巡內有另一名玩家打出同一張牌，也不可以喊食糊，只能靠自摸，或等待其他玩家打出另一張不同的可食糊牌子。
有些規則中，在同巡裏，若放棄了其他玩家所打出的食糊牌子，接下來有其他玩家打出同一搭子的其他組合牌子，也不可以食糊。例如自己手上已有二萬、三萬，正在叫一萬及四萬。若有其他玩家打出一萬而自己選擇不食糊，則再有其他玩家打出一萬或四萬，皆不可以食糊，直至自己摸牌或上、碰、槓牌為止。不過，若另一玩家打出的牌會令自己獲得較多的番數，則不在此限。例如自己手上的牌叫一萬和東風對碰，如果自己是東位或者圈風爲東，有其他玩家打出一萬而自己選擇不食糊，另一玩家打出東風時自己則可以食糊（因番數會多了1番至2番），但若自己不是東位或當時並非東圈，番數沒變化，則仍不可食糊。但通常不作這種限制。
若牌局結束，則計算各玩家得分加減，然後開始下一局，直至一雀完成（或至少完成該圈）。

### 雀、圈、局

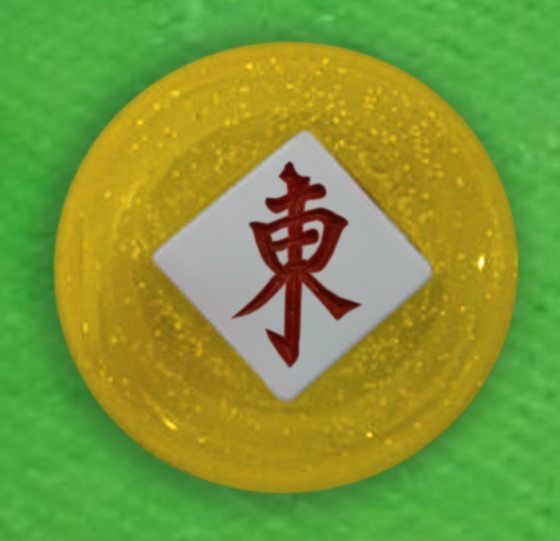
圈風器

正常的麻雀遊戲，以一雀爲基本單位。一雀裏有四圈，順序爲東圈、南圈、西圈、北圈。而每圈裏預設有四局。第一局比賽稱爲東圈東局（口語裏會省略末尾的「局」字），由東位的玩家擔任莊家。爲清楚計，玩家會把起莊牌與顯示着「東」的圈風器放在第一局東位玩家前方。若該局由閒家勝出，該局完結後，就會由本來坐在南位的玩家擔任莊家，稱爲「過莊」，下一局就會是東圈南局，原來南位的玩家會變成東位，原來西位的玩家會變成南位，餘類推。過莊時，玩家會把圈風器移給下一家，把它放在該局擔任莊家的玩家前方，但不會移動起莊牌（因爲起莊的位置沒有改變）。若沒有任何玩家得勝（即是流局），或者莊家自己勝出了，則要「連莊」（又稱「冧莊」），他會繼續擔任莊家，進行東圈東局的第二戰，各人的門風也不會變，圈風器也不用移位。
如是者，東圈西局、東圈北局都依次完成了，就會進入南圈之戰，再次由東位玩家擔任莊家，展開南圈東局。圈風器再次走到起莊牌的位置，顯示的文字會由「東」變成「南」。順序完成了南圈南局、南圈西局、南圈北局後，則進入西圈，餘此推類。直至北圈北局完結，即完成了四圈對戰後，這才算結束一雀。
以下是一個一雀對戰的例子：
| 圈    | 局       | 圈風 | 玩家1門風  | 玩家2門風  | 玩家3門風  | 玩家4門風  | 該局結果           |
| ----- | -------- | ---- | ---------- | ---------- | ---------- | ---------- | ------------------ |
| 東 圈 | 東局     | 東   | 東（莊家） | 南         | 西         | 北         |                    |
| 東 圈 | 南局     | 東   | 北         | 東（莊家） | 南         | 西         |                    |
| 東 圈 | 西局     | 東   | 西         | 北         | 東（莊家） | 南         |                    |
| 東 圈 | 北局     | 東   | 南         | 西         | 北         | 東（莊家） |                    |
| 南 圈 | 東局     | 南   | 東（莊家） | 南         | 西         | 北         |                    |
| 南 圈 | 南局     | 南   | 北         | 東（莊家） | 南         | 西         |                    |
| 南 圈 | 西局     | 南   | 西         | 北         | 東（莊家） | 南         | 無人得勝（流局）   |
| 南 圈 | 西局連莊 | 南   | 西         | 北         | 東（莊家） | 南         | （門風與上局一樣） |
| 南 圈 | 北局     | 南   | 南         | 西         | 北         | 東（莊家） |                    |
| 西 圈 | 東局     | 西   | 東（莊家） | 南         | 西         | 北         |                    |
| 西 圈 | 南局     | 西   | 北         | 東（莊家） | 南         | 西         |                    |
| 西 圈 | 西局     | 西   | 西         | 北         | 東（莊家） | 南         |                    |
| 西 圈 | 北局     | 西   | 南         | 西         | 北         | 東（莊家） |                    |
| 北 圈 | 東局     | 北   | 東（莊家） | 南         | 西         | 北         |                    |
| 北 圈 | 南局     | 北   | 北         | 東（莊家） | 南         | 西         | 莊家勝出           |
| 北 圈 | 南局連莊 | 北   | 北         | 東（莊家） | 南         | 西         | （門風與上局一樣） |
| 北 圈 | 西局     | 北   | 西         | 北         | 東（莊家） | 南         |                    |
| 北 圈 | 北局     | 北   | 南         | 西         | 北         | 東（莊家） |                    |

爲了加快雀局的進行，也有不少玩家在流局的時候會照樣過莊，只有在莊家自己勝出時才須連莊。若是如此，上例中的南圈西局就不用連莊，只有北圈南局要連莊。

## 番種、番數
香港麻雀，傳統「三三制」計算的番數不大（小三元只計三番）、番種也少很多。但現時從其他地區（廣東、台灣、日本等）的麻雀引入了新番種，如坎坎糊、九子連環、十八羅漢等。加上封頂番數變得較大（八番或以上），如小三元現時便計五番了。

## 電子遊戲
採用香港麻將規矩的網絡/電子遊戲有：
- 《Yahoo! HK Games》的AGames麻雀
- 《明星三缺一》系列的香港13張麻將
- 《神來也》13張香港麻將
- 街機《麻雀皇》
- 《開檯任你玩》
- 《開心鬥一番》
- 《天月麻雀》裏的香港麻雀

## 外部連結
- . （原始内容存档于2016-04-01）. （页面存档备份，存于）
- 麻雀番數計法
- 花式及番數（廣東牌）